# アイトール・ガルシア
アイトール・ガルシア・フローレス（Aitor García Flores、1994年3月25日 - ）は、スペイン・ジブラレオン出身のサッカー選手。FCフアレス所属。ポジションはMF。

## クラブ経歴
アンダルシア州のジブラレオンに生まれ、地元レクレアティーボ・ウェルバのカンテラで育成された。しかしトップチームでの出番は限られたものであり、2012-13シーズンの後半戦と2013-14シーズンはセルタ・デ・ビーゴのリザーブチームにレンタル移籍をした。
レクレアティーボ退団以降セグンダBのクラブを転々とし、2016年7月14日にカディスCFに3年契約で移籍した。翌年の7月20日、クラブとの契約を2020年まで延長した。
2018年8月6日、セグンダのCFラージョ・マハダオンダにレンタル移籍し、後半戦はスポルティング・デ・ヒホンにレンタル移籍。
2019年7月1日、スポルティング・デ・ヒホンに移籍金約100万ユーロで完全移籍をした。